# Перри, Кендрик
Кендрик Перри (англ. Kendrick Perry; род. 23 декабря 1992, Окои, округ Ориндж, штат Флорида, США) — американский и черногорский профессиональный баскетболист, играющий на позиции разыгрывающего защитника.

## Карьера
Студенческие годы Перри провёл в Университете Янгстаун, выступая за местную команду «Янгстаун Стэйт Пингвинз» в NCAA, конференция Horizon League. Первый сезон в NCAA сложился для Кендрика хорошо, он набирал 9 очков, 3,6 подбора и 4,1 передачи. За 4 года обучения, с 2010 по 2014 годы, он трижды попадал в первую пятёрку конференции по итогам сезона и был отмечен национальной ассоциацией баскетбольных тренеров. В свой последний год выступления за «Пингвинов» Кендрик вышел в старте всех 32 матчей и продемонстрировал среднюю статистику в 21,3 очка, 4,1 подбора, 4,4 передачи и 2,4 перехвата за 36,5 минут игрового времени. В заключительной игре в составе студенческой команды Кендрик набрал 35 очков, что дало ему возможность не только стать самым результативным игроком в истории колледжа, но и закончить карьеру с показателями в 1900 очков, 500 подборов, 400 передач и 240 перехватов.
В 2014 году Перри принял участие в Летней лиге НБА в составе «Орландо Мэджик», а затем в июле подписал контракт с австралийским клубом «Сидней Кингз». Переход на новый уровень получился для Кендрика сложным. Ему понадобилось время на адаптацию, но в Австралии ждать были не готовы. Австралийские СМИ нарекли Перри «одним из худших защитников-легионеров по статистике за всю историю лиги». Однако в клубе относились к ситуации куда более спокойно. В местной Национальной баскетбольной лиге в сезоне 2014/2015 Кендрик набирал в среднем 10,4 очка, 3,6 подбора, 2,4 передачи и 1,1 перехвата.
В марте 2015 года Перри вернулся в США в D-лигу и присоединился к команде «Айова Энерджи».
В сезоне 2015/2016 Перри подписал контракт с венгерским клубом «Кёрменд». В концовке сезона его статистика (15,4 очка, 5,1 подбора, 3,7 передачи и 2 перехвата) помогла команде занять 3 место в венгерском чемпионате и завоевать Кубок страны.
Сезон 2016/2017 Перри провёл в «Карпош Соколи». Именно в этот год «Соколи» впервые в своей истории попал в финал чемпионата страны и стал обладателем Кубка Македонии, а Кендрик вновь отметился одними из лучших показателей в команде – 11,9 очка, 4,4 подбора, 4,9 передачи.
После успеха на Балканах Кендрик вернулся в Венгрию, но на этот раз в клуб «Сольноки Олай». В составе команды Перри завоевали золотые медали национального чемпионата, а так же стал обладателем Кубка Венгрии.
В июле 2018 года подписал 2-летний контракт с «Нижним Новгородом». В составе команды Перри провёл 18 матчей в Единой лиге ВТБ, набирая в среднем 16,2 очка, 3,3 подбора, 6,8 передач и 1,3 перехвата. В Лиге чемпионов ФИБА его показатели составили 15,3 очка, 3,6 подбора и 5,3 передачи в 15 матчах.
24 января 2019 года стал известен состав команд на «Матч всех звёзд» Единой лиги ВТБ. По итогам голосования болельщиков и анкетирования СМИ, в котором приняли участие 20 изданий, Кендрик попал в состав команды «Звёзды Мира». В этом матче он провёл на площадке 24 минуты 11 секунд, за которые набрал 14 очков, 5 передач, 1 подбора, и 4 перехвата, а его точный трёхочковый бросок за 10 секунд до конца принёс «Звёздам Мира» победу в матче (118:115).
Так же, Кендрик принял участие в конкурсе по броскам сверху, который прошёл в большом перерыве «Матча всех звёзд». В финале конкурса Перри уступил разыгрывающему «Химок» Вячеславу Зайцеву. В первой попытке Перри набрал максимум баллов (50), в то время как Зайцев получил от судей всего 44 балла — известный тренер по фигурному катанию Татьяна Тарасова поставила ему только 6 баллов. Во второй попытке Перри не смог исполнить данк с переводом мяча между ног и получил только 35 баллов. Зайцев набрал 43 балла и выиграл конкурс со счетом 87:85.
В апреле 2019 года стало известно, что из-за травмы колена Перри выбыл до конца сезона 2018/2019.
В июле 2019 года Перри перешёл в «Метрополитан 92», но в сентябре Кендрик покинул французский клуб и вернулся в США для проведения операции, так как не восстановился от травмы.
В декабре 2019 года Перри стал игроком «Мега Бемакс».
Весной 2020 года Лига чемпионов ФИБА включила Перри в ТОП-10 лучших баззеров в истории турнира.
В мае 2020 года Перри перешёл в «Цедевиту-Олимпию». В составе команды Кендрик стал чемпионом Словении, а также был признан «Самым ценным игроком» финала турнира. В Еврокубке его статистика составила 16,1 очка, 6,1 передачи и 3,1 подбора.
В июле 2021 года Перри подписал контракт с «Панатинаикосом». В составе команды Кендрик стал обладателем Суперкубка Греции.
В январе 2022 года Перри перешёл в «Будучност».
В июне 2022 года Перри продолжил карьеру в «Уникахе».
В сезоне 2022/2023 Перри стал победителем Кубка Испании. В Лиге чемпионов ФИБА Кендрик был включён во вторую символическую пятёрку турнира.
В сезоне 2023/2024 Перри стал победителем Лиги чемпионов ФИБА. В финальном матче против «Леново Тенерифе» (80:75) Кендрик набрал 17 очков, 1 передачу, 2 подбора и 2 отбора. Также, Перри был признан «Самым ценным игроком «Финала четырёх» и включён в первую символическую пятёрку турнира.
В сезоне 2024/2025 Перри во второй раз стал победителем Кубка Испании и был признан «Самым ценным игроком» турнира.

## Сборная Черногории
В сентябре 2022 года Перри принял участие в Евробаскете-2022.

## Достижения
- Обладатель Межконтинентального кубка ФИБА: 2024
- Победитель Лиги чемпионов ФИБА (2): 2023/2024, 2024/2025
- Чемпион Венгрии: 2017/2018
- Чемпион Словении: 2020/2021
- Чемпион Черногории: 2021/2022
- Обладатель Кубка Венгрии: 2018
- Обладатель Кубка Испании (2): 2023, 2025
- Обладатель Кубка Македонии: 2017
- Обладатель Суперкубка Греции: 2021
- Обладатель Суперкубка Словении: 2020
- Обладатель Суперкубка Испании: 2024
- Серебряный призёр Суперкубка Испании: 2023